# Kara Kara
Kara Kara is een gemeente in Niger in de regio Dosso. Kara Kara bestaat uit 49 dorpen met 44.300 inwoners.

## Geografie
Kara Kara ligt in het zuiden van Niger en grenst in het zuidoosten aan buurland Nigeria. De buurgemeenten in Niger zijn Guéchémé in het noordoosten, Dioundiou in het zuiden, Zabori in het zuidwesten en Karguibangou in het noordwesten. De gemeente bestaat uit 37 administratieve dorpen en 52 traditionele dorpen.
Door het gebied van de gemeente verloopt het rivierbed van de Dallol Maouri, een vallei waardoorheen in de regentijd water stroomt. Kara Kara loopt daarbij het risico van overstromingen.

## Geschiedenis
Kara Kara werd in de 19e eeuw gesticht door de Hausa, die volgens de overlevering vanuit Bornu hierheen waren getrokken. De plaats onderwierp zich op 18 maart 1899 aan de Franse Mission Voulet-Chanoine, die gericht was op de verovering van Tsjaad. De Fransen vestigden begin 20e eeuw een Frans Kanton in Kara Kara. Als gevolg van bestuurlijke hervormingen in 2002 werd uit het vroegere kanton de Landgemeente Kara Kara gevormd. Sinds 2011 hoort de gemeente niet meer tot het departement Gaya, maar bij het nieuw gevormde Departement Dioundiou.

## Bevolking
Bij de volkstelling van 2001 had Kara kara 31.511 inwoners. In 2012 was dat aantal toegenomen tot 44.333 personen.

## Economie en Infrastructuur
De gemeente ligt in een smalle zone langs de grens met Nigeria, die vanaf Tounouga in het westen tot Malawa in het oosten reikt en waarin irrigatielandbouw voor handelsgewassen plaatsvindt. In Kara Kara worden diverse weekmarkten gehouden; op vrijdag in de hoofdplaats Kara Kara  en in het dorp Yeldou, donderdag in het dorp Massama. Door Kara Kara verloopt de N2-autoweg, die de verbinding vormt met onder andere Koré Maïroua en Farey.

## Stedenband
Kara Kara heeft sinds 2007 een stedenband met:
- Mol (België)